# Amstelhof
Le Amstelhof est un monument historique de la ville d'Amsterdam qui abrite aujourd'hui l'Hermitage Amsterdam, une dépendance du Musée de l'Ermitage de Saint-Pétersbourg. Il est situé sur les rives de l'Amstel, entre le Nieuwe Herengracht et le Nieuwe Keizersgracht et est classé au registre des Rijksmonumenten. Il fut construit en 1682, à l'initiative du Diacre de l'Église réformée néerlandaise pour abriter une maison de soins pour les femmes âgées dans le besoin, sur un terrain offert par la municipalité.
À son ouverture en 1682, le bâtiment pouvait accueillir 400 femmes. Les hommes ne furent pas admis dans le centre de soins avant 1817. Les conditions d'accès pour les femmes étaient d'être âgées d'au moins 50 ans, résidentes de la ville depuis au moins 15 ans, et membres de l'église depuis au moins 10 ans. L'immeuble fut utilisé comme centre de soins pendant plus de trois siècles, jusqu'au départ des derniers pensionnaires pour Diemen et Nieuw-Vennep en 2007.
Après une importante campagne de travaux entre 2007 et 2009, le bâtiment fut reconverti en musée pour accueillir une partie des collections de l'Ermitage. Il fut inauguré le 20 juin 2009 en présence de la reine Beatrix et du président russe Dmitry Medvedev, sous le nom d'Hermitage Amsterdam. 